# YouTube スペースラボ

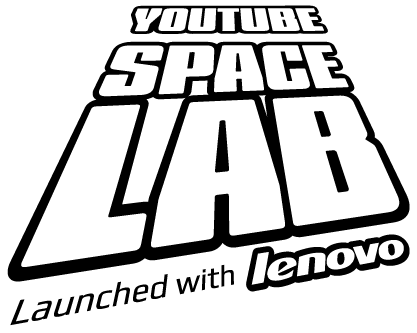
YouTubeスペースラボのロゴ

YouTube スペースラボは、アメリカ航空宇宙局 (NASA) 、欧州宇宙機関 (ESA)、および宇宙航空研究開発機構 (JAXA)と協力して、YouTubeとレノボによって2011年から2012年にかけて行われた国際科学コンテスト。Googleのザハーン・バルマルによって設立されたこのコンテストでは、14歳から18歳までの青少年に、国際宇宙ステーションで行われる実験の設計を試みた。世界の受賞者は、エジプトのアレクサンドリア出身のアムルモハメドと、ミシガン州トロイのドロシー・チェンとサラ・マだった。 

## 発表とファイナリスト
YouTubeとLenovoは、2011年10月10日にYouTubeスペースラボコンペティション (英: YouTube Space Lab competition)を発表した。応募者は微小重力実験の設計に挑戦し、12月初旬に終了した。2012年1月17日、YouTubeスペースラボは60組のファイナリストを発表し、15万人を超えるYouTubeユーザーがお気に入りの実験に投票した地域優勝者の投票を開始した。これらの結果は、以下を含む審査員のYouTubeスペースラボの一緒に織り込まれたスティーヴン・ホーキング、ウィリアム・ゲルステンマイヤー、リーランド・D・メルビン 、星出彰彦 、ギー・ラリベルテ、チリジ・マルワラがいた。しかし、スティーブン・ホーキングは、健康上の問題のため、当時裁判官として完全に参加することができず、彼の同僚のポールシェラードに代わった。

### ファイナリスト
| 地域                       | 人名                                                             | 国名               |
| -------------------------- | ---------------------------------------------------------------- | ------------------ |
| アジア太平洋               | トーマス・ガンブティ、フランチェスカ・マグラス、ルビー・ライト   | オーストラリア     |
| アジア太平洋               | ワイアット・マッコーチ、フォレスト・ジャーナー                   | オーストラリア     |
| アジア太平洋               | Abhishek Shastry、Animesh Shastry                                | インド             |
| アジア太平洋               | Nitya Raju                                                       | インド             |
| アジア太平洋               | パトリック・ゼン、デレク・チャン                                 | ニュージーランド   |
| アジア太平洋               | Ping-Chun Lin、Wei-Ting Hsiao                                    | 台湾               |
| ヨーロッパ、中東、アフリカ | Tobias Antensteiner                                              | オーストリア       |
| ヨーロッパ、中東、アフリカ | ビクトリア・ティキ                                               | オーストリア       |
| ヨーロッパ、中東、アフリカ | Simon Kopf                                                       | ドイツ             |
| ヨーロッパ、中東、アフリカ | Ariel Berko、Yoav Levi                                           | イスラエル         |
| ヨーロッパ、中東、アフリカ | ハイメ・コスタ・センテナ                                         | スペイン、モロッコ |
| ヨーロッパ、中東、アフリカ | マチェイ・ギザ                                                   | ポーランド         |
| ヨーロッパ、中東、アフリカ | ミハチ・スティク、マリア・レニアルスカ、ヤクブ・ヤブウォンスキー | ポーランド         |
| ヨーロッパ、中東、アフリカ | StanisławBartczak、SylwiaGrabińska、Mateusz Piotrowski           | ポーランド         |
| ヨーロッパ、中東、アフリカ | RafałWesołowski、Marcin Ruchniewicz、Krzysztof Kallas            | ポーランド         |
| ヨーロッパ、中東、アフリカ | ローラ・カルボ、マリア・ヴィラス                                 | スペイン           |
| ヨーロッパ、中東、アフリカ | ルイス・アルバレス・アユソ、マリーナ・ロペス・ゴンザレス         | スペイン           |
| ヨーロッパ、中東、アフリカ | ルーベン・トーマス—デイビス                                      | イギリス           |
| ヨーロッパ、中東、アフリカ | ハリー・グリーン、ジャック・グッドウィル                         | イギリス           |
| 南北アメリカ               | ケイティ・グウォズデツキー                                       | カナダ             |
| 南北アメリカ               | Michael De Lazzari、Erik Friedman、Jenny Zhang                   | カナダ             |
| 南北アメリカ               | バレンチナ・マッザンティ、セバスチャン・エスコバル               | コロンビア         |
| 南北アメリカ               | マーク・リャン                                                   | アメリカ           |
| 南北アメリカ               | Natalie Ng                                                       | アメリカ           |
| 南北アメリカ               | ルイス・タピア、ベン・ミラー                                     | アメリカ           |
| 南北アメリカ               | プラナブ・シン                                                   | アメリカ           |
| 南北アメリカ               | サラ・マ、ドロシー・チェン                                       | アメリカ           |
| 南北アメリカ               | シャイアン・フア、エリカ・リン、カリーナ・シェ                   | アメリカ           |

| 地域                       | 人名                                                                           | 国名           |
| -------------------------- | ------------------------------------------------------------------------------ | -------------- |
| アジア太平洋               | ルーク・ディトリア、ジョニー・ウダル                                           | オーストラリア |
| アジア太平洋               | Nasir Uddin、AKM Shoaibul Islam                                                | バングラデシュ |
| アジア太平洋               | Ali Ashraf Mohd Rozaiddin、Muhammad Irsyad Aripin、Mohd Aizat Mohd Ezmir       | マレーシア     |
| アジア太平洋               | Bhoomika Agarwal、Shruthi C                                                    | インド         |
| アジア太平洋               | モヒト・シンハラ                                                               | インド         |
| アジア太平洋               | Nesar MN                                                                       | インド         |
| アジア太平洋               | Kavin Sundar Nath                                                              | インド         |
| アジア太平洋               | メガ・シャルマ、カラン・サポリア・シャルマ                                     | インド         |
| アジア太平洋               | サチン・クッケ                                                                 | インド         |
| アジア太平洋               | シュリ・シャンカリ                                                             | インド         |
| アジア太平洋               | アンナ・ヤン、シンディ・チェン                                                 | 台湾           |
| アジア太平洋               | Sakomizu Wei-yu、Eileen Hess                                                   | 台湾           |
| ヨーロッパ、中東、アフリカ | Amr Mohamed                                                                    | エジプト       |
| ヨーロッパ、中東、アフリカ | フランソワ・ティルボーディ                                                     | フランス       |
| ヨーロッパ、中東、アフリカ | Michael Judt                                                                   | ドイツ         |
| ヨーロッパ、中東、アフリカ | アダム・デブレセニ                                                             | ハンガリー     |
| ヨーロッパ、中東、アフリカ | ピーター・エグリ、ガボール・ガルゴッチ                                         | ハンガリー     |
| ヨーロッパ、中東、アフリカ | Bartosz Krzowski                                                               | ポーランド     |
| ヨーロッパ、中東、アフリカ | Patrik Kopcinski                                                               | ポーランド     |
| ヨーロッパ、中東、アフリカ | ジョアン・ペレイラ、バスコ・フェレイラ                                         | ポルトガル     |
| ヨーロッパ、中東、アフリカ | ミゲル・フェレイラ、ギルヘルメ・アレスタ、ダニエル・カルバーリョ               | ポルトガル     |
| ヨーロッパ、中東、アフリカ | ミゲル・モラル・ソラ、ラファエル・フェレール・フェルナンデス                   | スペイン       |
| ヨーロッパ、中東、アフリカ | NicolásMaríHernández、Olivier van Donselaar、Pere Balaguer Gimeno              | スペイン       |
| 南北アメリカ               | Habeeb Ahmed、Annas Khan                                                       | カナダ         |
| 南北アメリカ               | ジェシー・ベッテンコート、アレックス・キャスパー、マッケンジー・リチャードソン | カナダ         |
| 南北アメリカ               | ホセ・アルセ・ガンボア、ブランドン・ソロザノ                                   | コスタリカ     |
| 南北アメリカ               | クラウディオ・ナーマド                                                         | メキシコ       |
| 南北アメリカ               | マリアナ・インファンテ                                                         | メキシコ       |
| 南北アメリカ               | ブライアン・バー、ショーン・アルバート、アディティア・ラグナサン               | アメリカ       |
| 南北アメリカ               | エメラルド・ブレスナハン                                                       | アメリカ       |
| 南北アメリカ               | エミリー・オブライエン、ジリアン・ストーンバーグ、アート・シャーマン           | アメリカ       |
| 南北アメリカ               | グレイディ・ウォード、コリン・ワッツ、チャーリー・ウー                         | アメリカ       |

## 地域の受賞者
地域の受賞者は、YouTubeコミュニティとコンテストの審査員の投票によって決められる。2012年2月22日、YouTubeスペースラボは、次の6つの地域優勝チームを発表した。 
| 地域                       | グループ                         | 国               | 実験 |
| -------------------------- | -------------------------------- | ---------------- | --- |
| アジア太平洋               | Patrick Zeng、Derek Chan         | ニュージーランド | "Is space too cold for life to exist?" (宇宙は生命が存在するには冷たすぎるか？)                               |
| ヨーロッパ、中東、アフリカ | ローラ・カルボ、マリア・ヴィラス | スペイン         | "Could weightless liquids be the key to better gadgets?" (無重力の液体がより良いガジェットの鍵となるか？)     |
| 南北アメリカ               | ドロシー・チェン、サラ・マ       | アメリカ         | "Could alien superbugs cure disease on Earth?" (エイリアンのスーパーバグは地球上の病気を治すことができるか？) |

| 地域                       | グループ                 | 国       | 実験                                                                                                   |
| -------------------------- | ------------------------ | -------- | --- |
| アジア太平洋               | Sachin S. Kukke          | インド   | "Could liquid magnets take us deeper into space?" (液体磁石は私達をより深い宇宙へと連れて行けるか？)   |
| ヨーロッパ、中東、アフリカ | アムル・モハメッド       | エジプト | "Can you teach an old spider new tricks?" (古いクモに新しいトリックを教えられるか？)                   |
| 南北アメリカ               | エメラルド・ブレスナハン | アメリカ | "Could a snowflake unlock the mysteries of the universe?" (スノーフレークは宇宙の謎を解き明かせるか？) |

3人のワシントンDCに集まった9人の競技者は、「嘔吐彗星」で無重力飛行を体験し、スティーブンFウドバーヘイジーセンターを見学した。彼らは3月22日にニュージアムでの授賞式に出席し、ザハーンバルマルはドロシー・チェンとサラ・マの細菌実験、およびアムル・モハメッドの跳躍スパイダー実験の優良実験を授与された。  
コロラド大学ボルダー校のバイオサーブ宇宙工学は、世界的な受賞者のアイデアを使用して2つの実験を開始した。ドロシーとサラは、7月下旬に日本の種子島宇宙センターに行き、コウノトリ3号機が受賞した実験を宇宙に打ち上げるのを見た。 打ち上げに参加する代わりに、アムルは後にロシアのスターシティにあるガガーリン宇宙飛行士訓練センターで宇宙飛行士訓練を受けることにした。   

## ライブストリームと結果

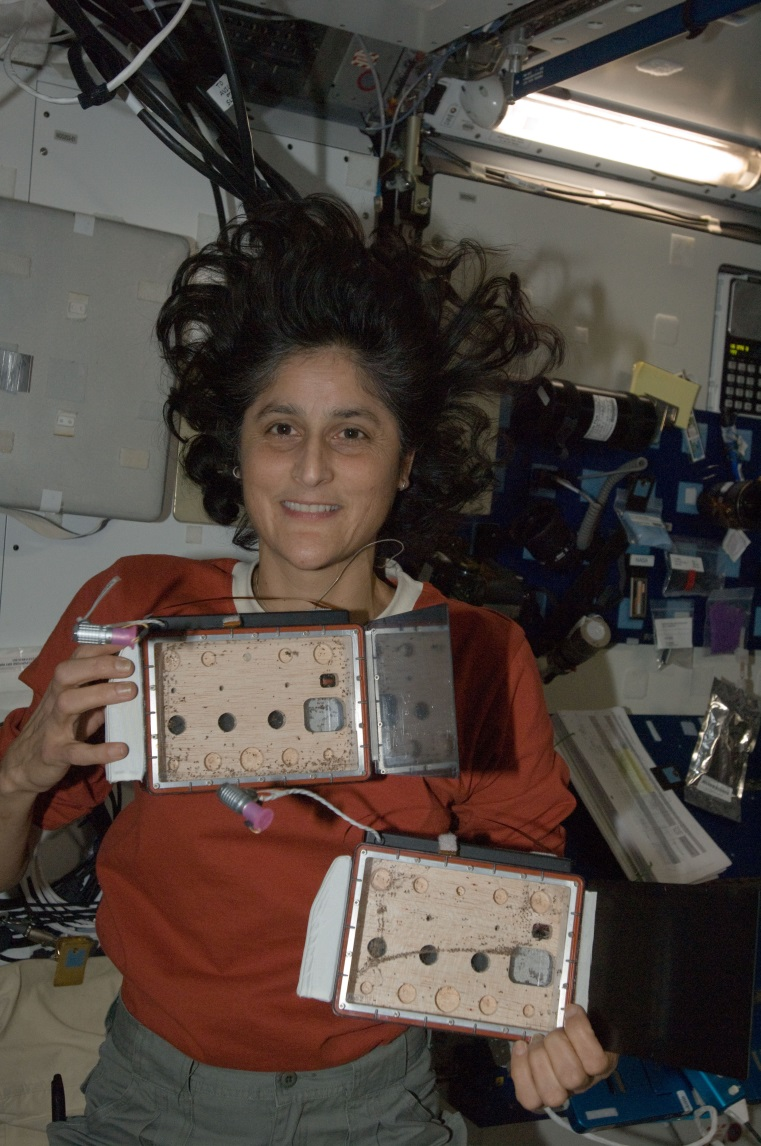
コンテストの2つのクモ生息地を保持しているISSの スニータウィリアムズ

2012年9月13日、ビル・ナイは、3人のグローバル優勝者と宇宙飛行士のスニータ・ウィリアムズをつなぐライブストリームインタビューを主催した。ISSで実験を行ったスニータは、これらの実験の予備結果を発表した。ドロシーとサラは、 枯草菌が微小重力でより効率的な細菌戦士になると仮定し、最初の結果は成長の兆候を示しました。しかしながら、標本はさらなる試験のために地球に戻されなければならない。アムルの実験はハエトリグモの捕食行動を調査し、ISSは、ネフェルティティと呼ばれ、ネフィと呼ばれるアムルのクモが微小重力で獲物を捕獲することに成功したと発表した。  
ネフェルティティは2012年11月30日に地球に戻り、ワシントンDCの国立自然史博物館に4日間、亡くなるまで住んでいた。ネフェルティティの同行者である、クレオパトラと呼ばれるゼブラハエトリは、着陸直後に死亡した。  